# Vivent les teenagers
Pour plus de détails, voir Fiche technique et Distribution.
Vivent les teenagers ! (… und du mein Schatz bleibst hier) est un film autrichien réalisé par Franz Antel sorti en 1961.

## Synopsis
Au lieu d'assister à des séminaires et des conférences à l'Université du commerce mondial, Peter Baumann préfère n'agir que dans l'orchestre étudiant. Avec ses amis Hans, Tommy, Udo, Gus et Max, il a jusqu'à présent tenté sans succès d'obtenir un contrat d'enregistrement ou au moins une audition à la Wiener Stadthalle. Lorsque l'oncle de Peter, qui a financé les études de son neveu, se rend compte que Peter ne fait que de la musique, il arrête de donner de l'argent. Peter commence maintenant à travailler comme livreur de chocolat.
Sa petite amie Helga, qui travaille dans une maison de retraite, est dévastée parce que le manque de soutien de l'oncle met non seulement en danger la carrière musicale de Peter, mais aussi leur avenir ensemble. Les vieillards de la maison sont consternés lorsqu'ils remarquent comment leur infirmière préférée, Helga, est soudainement distraite et triste. Ils apprennent que Peter n'a pas chanté dans la Wiener Stadthalle. Le vieil Haberl connaît l'employé de la mairie, Gabriel, à qui il demande une audition du groupe. Cependant, Gabriel refuse. Dans un accident de voiture, Peter rencontre la fille du directeur de la mairie, Margot, et la sollicite jusqu'à ce que le groupe soit autorisé à jouer. Cependant, depuis qu'Helga l'a vu flirter, elle le suit régulièrement.
Les retraités ont inventé quelques astuces en parallèle à l'engagement de Peter. Ils veulent accueillir le groupe de Peter à la soirée Heiß, heißer, am heißesten et faire passer le vieux Berger en contrebande dans le bâtiment en tant qu'électricien. Il est censé espionner un peu dans le bâtiment. Quand Berger apprend que le directeur devrait faire jouer un jeune groupe, il voit un dangereux concurrent pour le groupe de Peter. Il met secrètement un disque d'un ensemble de cuivres et dirige cette musique vers le bureau du directeur. Il pense que la musique est jouée par le groupe et le rejette sans l'avoir vu. Berger prend maintenant secrètement le programme du spectacle Heiß, heißer, am heißesten.
Ce que Berger ne sait pas, c'est que le groupe est le groupe de Peter. Lorsqu'il se rend compte de son erreur, les retraités élaborent un nouveau plan. Peter et son groupe ont dû mettre en gage leurs instruments en raison du manque d'argent, les retraités échangent leurs propres objets de valeur afin de pouvoir récupérer les instruments. Ils trompent le groupe principal du spectacle, l'orchestre Bill Sanders avec la chanteuse Laurie London (de), et kidnappent Trude Herr lorsqu'elle atterrit à l'aéroport de Vienne. Inévitablement, le directeur Grossmüller accepte maintenant que le groupe de Peter puisse apparaître. Peter a accidentellement bu un somnifère qui était destiné à une autre personne, mais Helga le réveille avec un antidote. Comme Helga pense que Peter voulait se suicider avec les somnifères à cause de son comportement, il y a réconciliation. La soirée est un succès complet et convaincra également le directeur Grossmüller des capacités du groupe. Et à la fin, Trude Herr arrive à la Wiener Stadthalle et apparaît aux côtés de nombreux autres artistes dans le final, accompagnés du groupe de Peter.

## Fiche technique
- Titre français : Vivent les teenagers ![1]
- Titre original : … und du mein Schatz bleibst hier
- Réalisation : Franz Antel assisté de Margrith Spitzer
- Scénario : Kurt Nachmann, Karl Farkas (de), Rolf Olsen
- Musique : Johannes Fehring
- Direction artistique : Herta Hareiter, Otto Pischinger
- Photographie : Hans Heinz Theyer
- Son : Willy Striegl
- Montage : Arnfried Heyne
- Production : Paul Löwinger
- Sociétés de production : Wiener Stadthalle-Station Betriebs-und Produktionsgesellschaft, Bavaria Atelier
- Société de distribution : Constantin Film
- Pays d'origine :  Autriche
- Langue : allemand
- Format : Noir et blanc - 1,33:1 - Mono - 35 mm
- Genre : Musical
- Durée : 100 minutes
- Dates de sortie :
  -  Autriche : 6 juillet 1961.
  -  France : 1er février 1963[1].
  -  Allemagne de l'Est : 30 octobre 1964.

## Distribution
- Hans von Borsody : Peter Baumann
- Vivi Bach : Helga
- Oskar Sima : Le directeur Grossmüller
- Paul Hörbiger : Berger
- Trude Herr : Trude
- Hans Moser : Haberl
- Susi Nicoletti : La comtesse von Kokowsky
- Anne-Marie Kolb : Margot Grossmüller
- Gus Backus : Gus
- Udo Jürgens : Udo
- Thomas Hörbiger : Tommy
- Rudolf Carl : Un retraité
- Joseph Egger : Un retraité
- Hans Olden (de) : Un retraité
- Hilde Jaeger :  Mme Fiebig
- Fritz Muliar : Un policier
- Rolf Olsen : Gabriel Kaes